# 司馬脩褘
襄城公主（?—?），字脩袆（音灰，非祎）、《世说新语》作“舞阳公主”，中国西晋武帝司马炎之女，嫁王敦。
襄城公主在晋朝统一的时候嫁给王敦，后来西晋分裂、天下战乱，王敦以公主嫁出时的侍婢一百多人许配给将士为妻，金银财宝一时弃捐。招募兵马。

## 传记资料
- 《太平御览 卷一百五十二 皇亲部十八 公主上》引《晋中兴书》